# 東京音楽大学

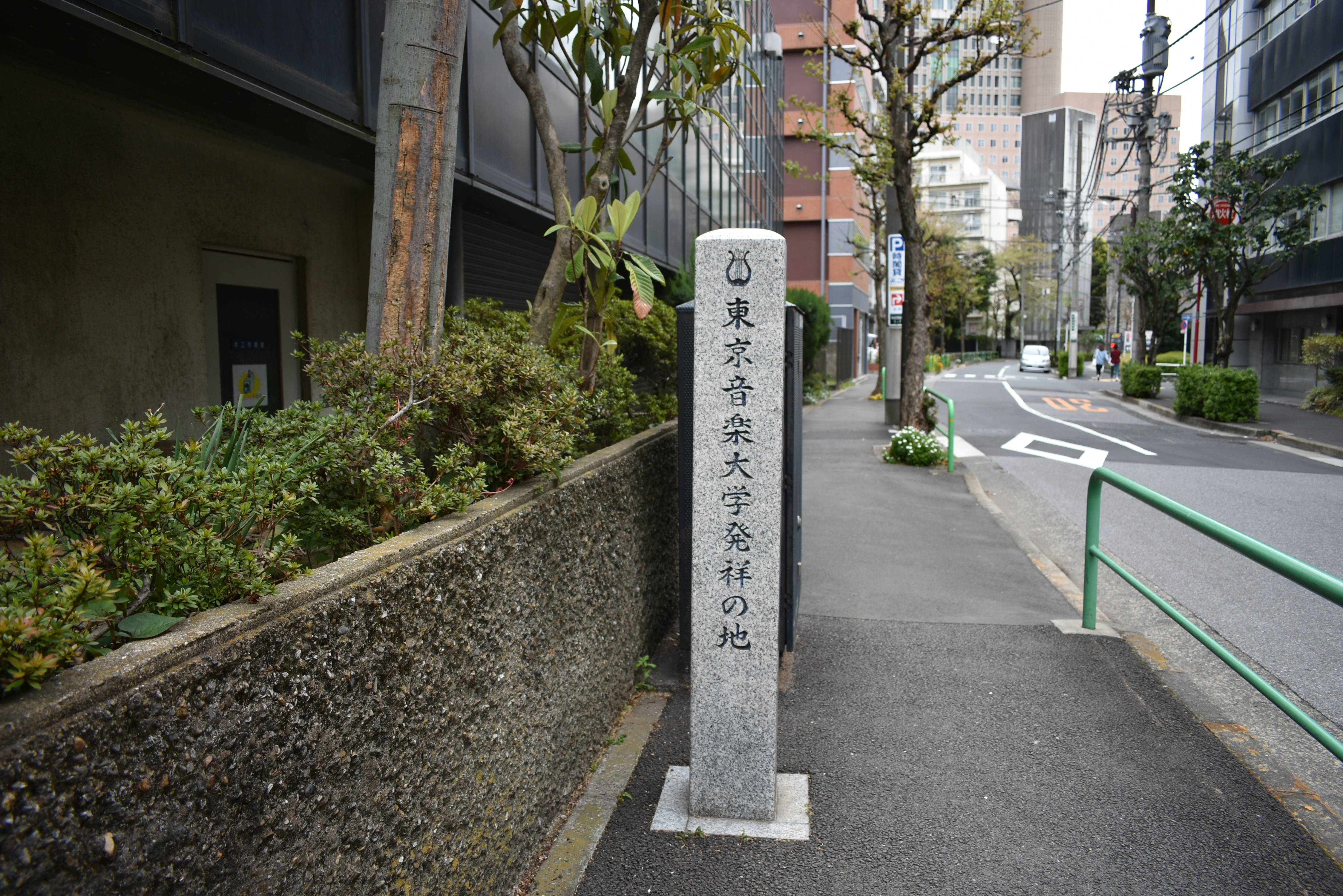
東京都千代田区神田猿楽町二丁目にある「東京音楽大学発祥の地」碑（2019年4月14日撮影）

東京音楽大学（とうきょうおんがくだいがく、英語: Tokyo College of Music）は、東京都目黒区上目黒一丁目9番1号に本部を置く日本の私立大学。1907年創立、1963年大学設置。大学の略称は東京音大、東音、TCM。日本に複数ある音楽系大学の一つである。

## 概要
1907年（明治40年）に鈴木米次郎によって創設された東洋音楽学校を前身とし、日本の私立音楽大学の中では最も古い歴史を持つ。東京都千代田区神田猿楽町1-7に「東京音楽大学発祥の地」の石碑が建てられている。
「音楽を通して社会に貢献する」という理念に基づき、西洋音楽に関する学問の探求と高度な音楽技量の修得を通じて、教養豊かな音楽家および音楽教育者を育成してきた。
国内外の著名なコンクールやオーディションなどの入賞者、入選者は毎年100名を超える。卒業生には淡谷のり子、黒柳徹子、船村徹、広上淳一、池田理代子、佐藤直紀、菅野祐悟、松下奈緒、藤田真央、小野あつこなどがおり、クラシック音楽界だけでなく広く芸術、芸能分野に多くの人材を輩出している。
2023年4月に作曲家・ピアニストの野平一郎が第13代学長に就任した。

### 中目黒・代官山キャンパス
2019年4月開設。中目黒駅と代官山駅からそれぞれ徒歩5分に立地。2020年度グッドデザイン賞受賞。第61回BCS賞受賞。設計施工は戸田建設。豊かな音響のTCMホールや、最先端の音響設備を備えたTCMスタジオなどを擁する。

### 池袋キャンパス
2008年度グッドデザイン賞受賞。池袋駅から徒歩15分、雑司ヶ谷駅から徒歩5分に立地。100周年記念ホールはシューボックス型の音楽ホールでありながらオーケストラピットを有し、本格的なオペラ上演も可能。付属図書館や付属高校、学生寮などがキャンパス内に設置されている。

## 沿革
- 1907年（明治40年）：鈴木米次郎が神田裏猿楽町に東洋音楽学校を創立。
- 1908年（明治41年）：管弦楽部設置。
- 1911年（明治44年）：東洋音楽専門学校に改称。
- 1924年（大正13年）：池袋キャンパスが現在ある豊島区南池袋に校舎移転。
- 1950年（昭和25年） 付属幼稚園開設。
- 1954年（昭和29年）：東洋音楽短期大学設立。
- 1963年（昭和38年）：四年制の 東洋音楽大学に移行。
- 1964年（昭和39年）：大学の管理権をめぐる内部紛争が激化して暴力団が介入、警視庁が機動隊など200人を出動させる[1][2][3]。
- 1969年（昭和44年）：東洋音楽大学を東京音楽大学に改称、初代学長は、声楽の石井義信。
- 1974年（昭和49年）：付属音楽教室開設。
- 1975年（昭和50年）：付属民族音楽研究所開設。
- 1993年（平成5年）：大学院音楽研究科修士課程設置。
- 2007年（平成19年）：創立100周年。記念本館（A館）竣工。
- 2014年（平成26年）：大学院音楽研究科博士後期課程設置。
- 2017年 日本の音楽大学では初となる、音楽・教養を英語で学べる「ミュージック・リベラルアーツ専攻」新設。
- 2019年（平成31年／令和元年）
  - 中目黒・代官山キャンパスを開校。2キャンパス体制へ。学校法人本部を中目黒・代官山キャンパスへ移転。
  - 吹奏楽のエキスパートを育成する「吹奏楽アカデミー専攻」新設。
- 2020年（令和2年）：付属高等学校を池袋キャンパスに移転、
- 2021年（令和3年）：音楽業界の即戦力となれる人材を育成する作曲指揮専攻 作曲「ミュージック・メディアコース」改編。
- 2022年（令和4年）：池袋キャンパスに新学生寮（女子寮）開寮。
- 2024年（令和6年） 
  - あらゆる角度からの音楽の学びを通して幅広い教養を習得する「音楽文化教育専攻」が改編。
  - ミュージックビジネス・テクノロジー専攻（MBT専攻）新設[4]。

## 歴代校長
1. 鈴木米次郎
2. 孫田秀春
3. 我妻栄

## 歴代学長
1. 柴田知常
2. 堀内敬三
3. 松永東
4. 阿部英雄
5. 伊福部昭
6. 福原信夫
7. 成田絵智子
8. 植村泰一
9. 三善清達
10. 兎束俊之
11. 海野義雄
12. 野島稔
13. 野平一郎

## 学部
- 音楽学部
  - 音楽学科　　
    - 声楽専攻
      - 声楽芸術
      - 声楽特別演奏家コース

    - 器楽専攻
      - ピアノ
      - ピアノ演奏家コース
      - ピアノ・創作コース
      - オルガン・チェンバロ
      - 弦楽器
      - 管打楽器

    - 作曲指揮専攻
      - 指揮
      - 作曲「芸術音楽コース」
      - 作曲「ミュージック・メディアコース」（2021年度より）
      - 作曲「映画・放送音楽コース」（2020年度まで）
      - 作曲「ポピュラー・インストゥルメンツコース」（2020年度まで）
      - 作曲「ソングライティングコース」（2020年度まで）

    - 音楽文化教育専攻
    - ミュージック・リベラルアーツ専攻
    - 吹奏楽アカデミー専攻
    - ミュージックビジネス・テクノロジー専攻（2024年度より）

## 大学院
- 音楽研究科

（修士課程）
- 器楽専攻
- 声楽専攻
- 作曲指揮専攻
- 音楽文化研究専攻

（博士後期課程）
- 音楽専攻

## 付属機関
- 東京音楽大学付属高等学校
- 東京音楽大学付属幼稚園
- 東京音楽大学付属音楽教室
- 東京音楽大学付属図書館
- 東京音楽大学付属民族音楽研究所
- 東京音楽大学付属オーケストラ・アカデミー

## 教育上の特徴
- 都市型音楽大学として最高水準の音楽学習環境を整備している。
- 2017年に日本の音楽大学初となる音楽・教養・英語を融合した「ミュージック・リベラルアーツ専攻」、2020年に吹奏楽のすべてを体系的に学べる「吹奏楽アカデミー専攻」、2021年に新生作曲「ミュージック・メディアコース」をスタート。2024年度より「音楽文化教育専攻」を大きく改編。新専攻「ミュージックビジネス・テクノロジー（MBT）専攻）」を開設。時代の変化に応じた教育を提供し続けている。
- 前身の東洋音楽学校以来の伝統として西洋音楽と東洋音楽との均衡を志向しており、邦楽研究室・民族音楽研究所など西洋音楽に偏らない研究体制を持っている。
- 法人本部である中目黒・代官山キャンパスと池袋キャンパスの2つのキャンパスを持ち、幼児教育から大学院教育、さらには社会人を対象とした講座まで幅広い。
- シンフォニック ウインド アンサンブル、シンフォニーオーケストラ、ソロ・室内楽定期演奏会のほか、ピアノ演奏家コース成績優秀者による演奏会、卒業演奏会などを大学主催の演奏会として定期的に行っている。在学生だけで編成されているオーケストラが3つあることは特筆すべき点である。
- 上智大学・聖心女子大学・放送大学、東京電機大学理工学部と単位互換制度を設けている。音楽大学にとどまらない幅広い教養科目を受講することで、新しい視点を養うことができる。
- 世界トップレベルの演奏家や指導者の直接指導が受けられるマスタークラスを年間多数開催している。

## 交通
- 池袋キャンパス
  - 各線池袋駅東口より明治通り沿い南方向、弦巻通り左折。徒歩15分。
  - 都営バス「南池袋一丁目」（2022年3月31日までは「東京音楽大学前」[6]）停留所から徒歩5分。
  - 東京メトロ副都心線雑司が谷駅から徒歩5分。
  - 都電荒川線鬼子母神前停留場および都電雑司ヶ谷停留場からいずれも徒歩7分前後。
- 中目黒・代官山キャンパス
  - 東急東横線・東京メトロ日比谷線中目黒駅より徒歩5分。
  - 東急東横線代官山駅より徒歩5分。
  - JR恵比寿駅より徒歩14分。